# Augustus Wijnantz
Augustus Wijnantz, auch Augustus Wynantzs oder Augustus Wijnands (* 1795 in Düsseldorf; † nach 1848), war ein niederländischer Architektur-, Interieur- und Vedutenmaler.

## Leben

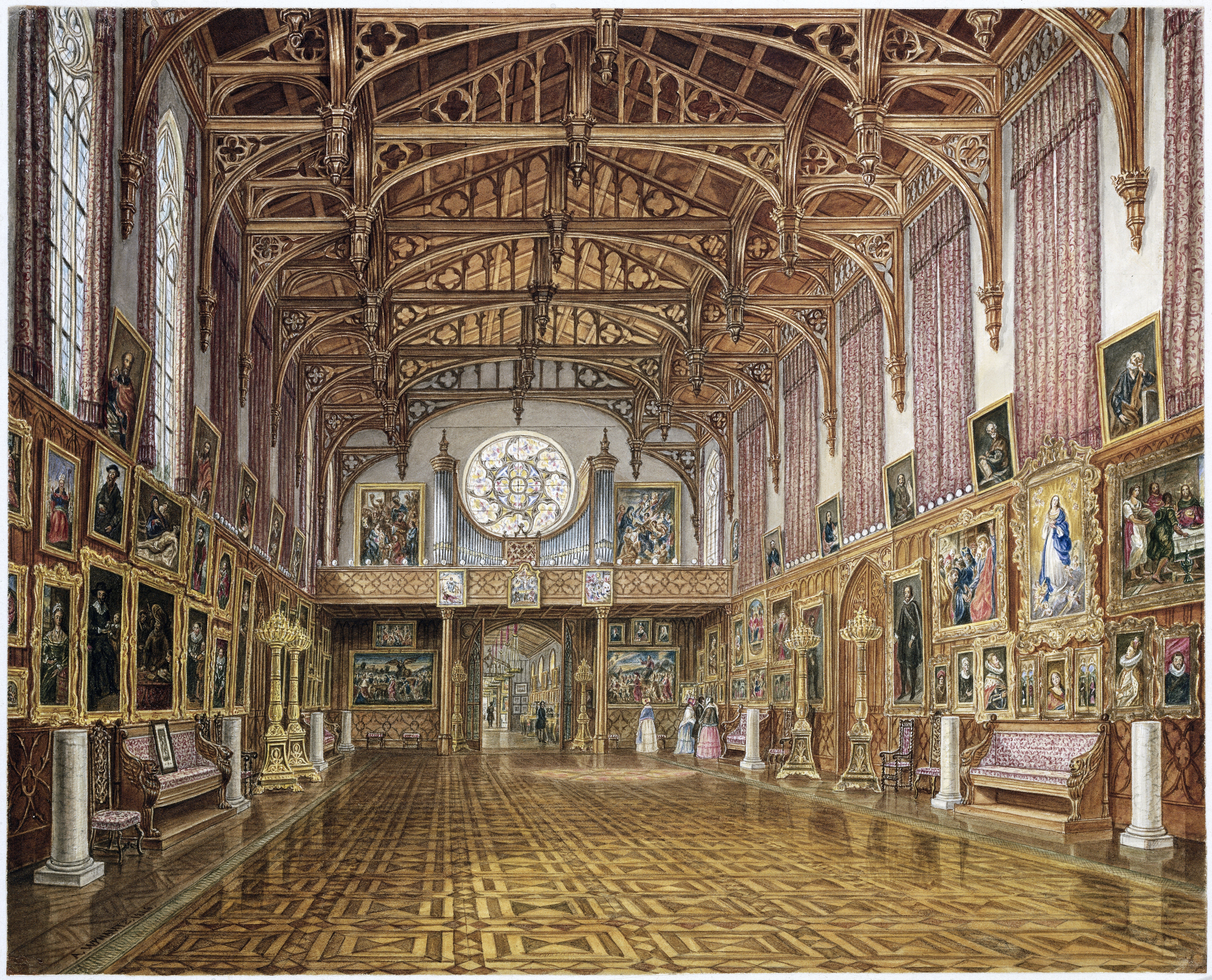
Ansicht des Gotischen Saals von Palais Kneuterdijk, Den Haag, 1846, Aquarell, Rijksmuseum Amsterdam

Wijnantz war in den Niederlanden tätig. In den Jahren 1829 bis 1848 ist er in Den Haag greifbar. Dort schuf er vor allem Stadt- und Architekturansichten sowie Darstellungen von architektonisch bedeutenden Innenräumen, so etwa auch Ansichten des Gotischen Saals im Paleis Kneuterdijk.